# 不可解的我的一切
《不可解的我的一切》是粉山所繪的日本漫畫，2018年6月1日起於COMIC MeDu連載網路版，2019年1月31日起由GOT Corporation發行單行本。

## 內容簡介
本作主角百雲龍之助是非二元性別高中生，與家人分居。應同校好友岩岡哲之邀，來偽娘咖啡廳Question工作。起先因能表現出自己希望的樣子而高興，但不久即發現岩岡哲邀請其是因為認為其只是偽娘，於是生氣地告訴岩岡哲不要以外表假定性別。於是岩岡哲及咖啡廳的其他成員開始重新認知性別。

## 登場人物
百雲龍之助
通稱百雲。第一主角，生理男性，非二元性別，高中生，在Question打工。
岩岡哲
第二主角，順性別男性，高中生，家裏經營Question。見到百雲龍之助受孤立而與其交好，漸漸愛上百雲龍之助。
岩岡智
岩岡哲的姊姊，跨性別女性，經營Question。故事開始時岩岡哲稱其為「哥哥」，後來改稱「姊姊」。
百雲櫻
百雲龍之助的妹妹。為參與足球運動，留短髮，表現得不夠女性化而困擾。必須承擔所有家務，負擔沉重，試圖讓百雲龍之助感到愧疚而返回家中。
水之江琴音
百雲龍之助的童年好友，順性別女同性戀，高中生。接受女性外表的百雲龍之助，但這是為了迴避自己的同性戀恐懼。起先因百雲龍之助喜歡男性的岩岡哲而與百雲龍之助不和，後來和解並得到大家的支持。
館林明
通稱芽衣。高中生，Question店員。故事開始時作為「偽娘」登場，向店裡人表明心跡後作為跨性別女性登場。
鈴見奏
通稱鈴。男同性戀，高中生，Question店員。為成為男友吉川晴登喜歡的樣子而女裝，兩人的戀情只有店裡人知曉。前作《只屬於你的單馬尾》主角。
犬局天丸
通稱天。高中生，Question店員。喜歡扮演可愛的角色而女裝。善於設計服裝，常為Question店員設計服飾。學習成績優異。

## 創作
本作沿用了作者同人誌《只屬於你的單馬尾》（君だけのポニーテール）偽娘咖啡廳Question的設定，主角鈴見奏及其他登場人物亦在本作出場。作者表示將主角百雲龍之助設定成偽娘，只是想描繪女孩子的外表與男孩子的內心，LGBT的概念是創作後才瞭解的。

## 出版書籍
| 卷數 | GOT Corporation | GOT Corporation        | 台灣東販       | 台灣東販               |
| 卷數 | 出版日期        | ISBN                   | 出版日期       | ISBN                   |
| ---- | --------------- | ---------------------- | -------------- | ---------------------- |
| 1    | 2019年1月31日   | ISBN 978-4-81-480152-7 | 2020年10月26日 | ISBN 978-986-511-502-9 |
| 2    | 2019年7月31日   | ISBN 978-4-81-480203-6 | 2021年12月29日 | ISBN 978-626-304-989-5 |
| 3    | 2020年2月29日   | ISBN 978-4-82-360029-6 | 2022年10月26日 | ISBN 978-626-329-473-8 |
| 4    | 2020年8月31日   | ISBN 978-4-82-360070-8 | 2022年11月28日 | ISBN 978-626-329-576-6 |
| 5    | 2021年5月31日   | ISBN 978-4-82-360181-1 | 2022年11月28日 | ISBN 978-626-329-637-4 |

## 評價
比阿特麗斯·維里（Beatrice Viri）在漫画书资源网稱讚本作以非二元性別主角反映性別假設，也有其他LGBTQ+角色，有跨性別女性、女同性戀、男同性戀情侶。

## 外部連結
- 官方网站
- 不可解的我的一切（漫畫）在動畫新聞網百科全書中的資料（英文）